# Wayne Cegielski
Wayne Cegielski (* 11. Januar 1956 in Bedwellty) ist ein ehemaliger walisischer Fußballspieler.

## Karriere
Wayne Cegielski wechselte von Tottenham Hotspur zu Northampton Town, da er bei den Spurs zu keinem Einsatz kam. Doch bereits in der Folgesaisons folgten weitere Wechsel, dieses Mal ins Ausland, zuerst zu den Stuttgarter Kickers und danach in die Vereinigten Staaten zu Tacoma Tides.
Mit der Saison 1976/77 schloss sich der Innenverteidiger dem Wrexham AFC an, für den er 123 Spiele absolvierte. Des Weiteren kam er in dieser Zeit zu zwei Einsätzen in der walisischen U21-Nationalmannschaft. Es folgten mit dem Port Vale FC, Blackpool FC und Hereford United weitere Stationen in Großbritannien, ehe er 1987 zum norwegischen Klub Tegs SK wechselte. Doch auch hier kehrte der Waliser nach einem halben Jahr wieder zurück nach Großbritannien und war anschließend noch für Worcester City und Northwich Victoria aktiv.